# Venstre (Norwegen)
Venstre (Abkürzung: V, wörtlich Linke, übliche Bezeichnung Liberale) ist eine sozialliberale Partei in Norwegen. Sie wurde am 28. Januar 1884 gegründet und ist damit die älteste Partei des Landes. Sie war bis 1918 die größte Partei des Landes und vertrat traditionell die Interessen des wohlhabenden Bürgertums, der Bauern und des Mittelstands. Im 20. Jahrhundert verlor die Partei nach und nach an Bedeutung, war aber an mehreren Koalitionsregierungen der Mitte-rechts-Parteien beteiligt. Die konservativ-liberale Frisinnede Venstre (wörtlich „Freisinnige Linke“) wurde 1909 vom konservativsten Flügel der Venstre gegründet. Zwischen 2018 und 2021 war die Partei Teil des Kabinetts der konservativen Premierministerin Erna Solberg.
Von Anfang an hatte die Partei eine enge Beziehung zur Norsk Kvinnesaksforening, die im selben Jahr von den meisten führenden Politikern der Partei gegründet wurde, und die Partei spielte in Zusammenarbeit mit der Frauenrechtsbewegung eine zentrale Rolle bei der Einführung des Frauenwahlrechts.
Das aktuelle Grundsatzprogramm «Freiheit und Gemeinschaft» beschreibt die Vision einer sozialen und liberalen Wissensgesellschaft, in der alle die Freiheit und die Möglichkeit besitzen, den eigenen Weg zu einem besseren Leben zu beschreiten, eine Gesellschaft, in der die Menschen Verantwortung füreinander und für die Umwelt übernehmen.

## Programm
Das Wahlprogramm 2013 setzte vier Schwerpunkte: Bildung, Umweltschutz, Existenzgründerförderung und soziale Wohlfahrt.
- Bildung – Systematische Nach- und Weiterbildung für Lehrer. Einführung einer 5-jährigen Lehramtsausbildung. Mehr Zeit für Unterricht statt Dokumentationspflichten. Erhöhung der Forschungszuschüsse für Hochschulen und andere Forschungszentren auf drei Prozent des BIP.
- Umweltschutz – Norwegen soll von der Erdölnation zum umweltpolitischen Vorreiter entwickelt werden. Förderung erneuerbarer Energien. Emissionsfreier ÖPNV. Umsetzung der Ziele des Kyoto-Protokolls. Grüne Steuerreform: Entlastung des Faktors Arbeit, Belastung umweltschädlichen Verbrauchs.
- Existenzgründerförderung – Absicherung der rechtlichen Stellung von Kleinunternehmern und Existenzgründern/Start-ups. Vereinfachung des Regelwerkes. Private soziale Unternehmer in Schulen, Erziehung, Gesundheitswesen und Bewährungshilfe einsetzen. Staatliche Risikokapitalfonds zur Förderung von Existenzgründungen. Abschaffung der Vermögens- und Erbschaftssteuer.
- Soziale Wohlfahrt – Kommunen größere Verantwortung für das Gesundheits- und Fürsorgesystem überlassen. Prävention und Rehabilitation stärken. Mehr Zeit für Patienten statt Dokumentation.

Daneben vertritt die Partei unter anderem folgenden Positionen:
- Einwanderung und Integration – Nationen und Gesellschaften brauchen sowohl die kulturelle als auch die wirtschaftliche Stimulierung, die von Einwanderung ausgeht: „Eine vielfältige Gesellschaft ist eine gute Gesellschaft.“ Voraussetzung dafür ist der Wille zur vollgültigen Integration auf beiden Seiten.
- Regionalförderung – Der Staat muss die Infrastruktur in den ländlichen Regionen und abgelegenen Landesteilen Norwegens weiter ausbauen. In der Peripherie sollen neue Arbeitsplätze geschaffen werden.
- Außenpolitik – Gerechtere globale Verteilung. Stärkung von Demokratie und Menschenrechten weltweit. Engagement für Freiheits- und Bürgerrechte auch dort, wo norwegische Geschäfts- und Handelsinteressen dadurch beeinträchtigt werden könnten.
- Kultur – Kunst und Kultur bilden die Grundlage für die Entfaltung von Individuum und Gesellschaft insgesamt. Weder staatliche oder kommunale Träger noch die Kräfte des freien Marktes sollen allein über die kulturelle Entwicklung bestimmen dürfen.

Das Wahlprogramm 2017 setzte in 21 Kapiteln die Schwerpunkte Bildung, Nachhaltigkeit, Digitalisierung, Inklusion und internationales Engagement.
Auf einem Parteitag im September 2020 beschloss die Partei, einen EU-Beitritt als ein Ziel ins Parteiprogramm aufzunehmen. Zu einem Beitritt soll es aber nur nach einer erneuten Volksabstimmung zum Thema kommen.

## Wahlergebnisse zum Storting seit 1945

Stimmenanteile von Venstre nach Gemeinden (Stortingswahl 2021).

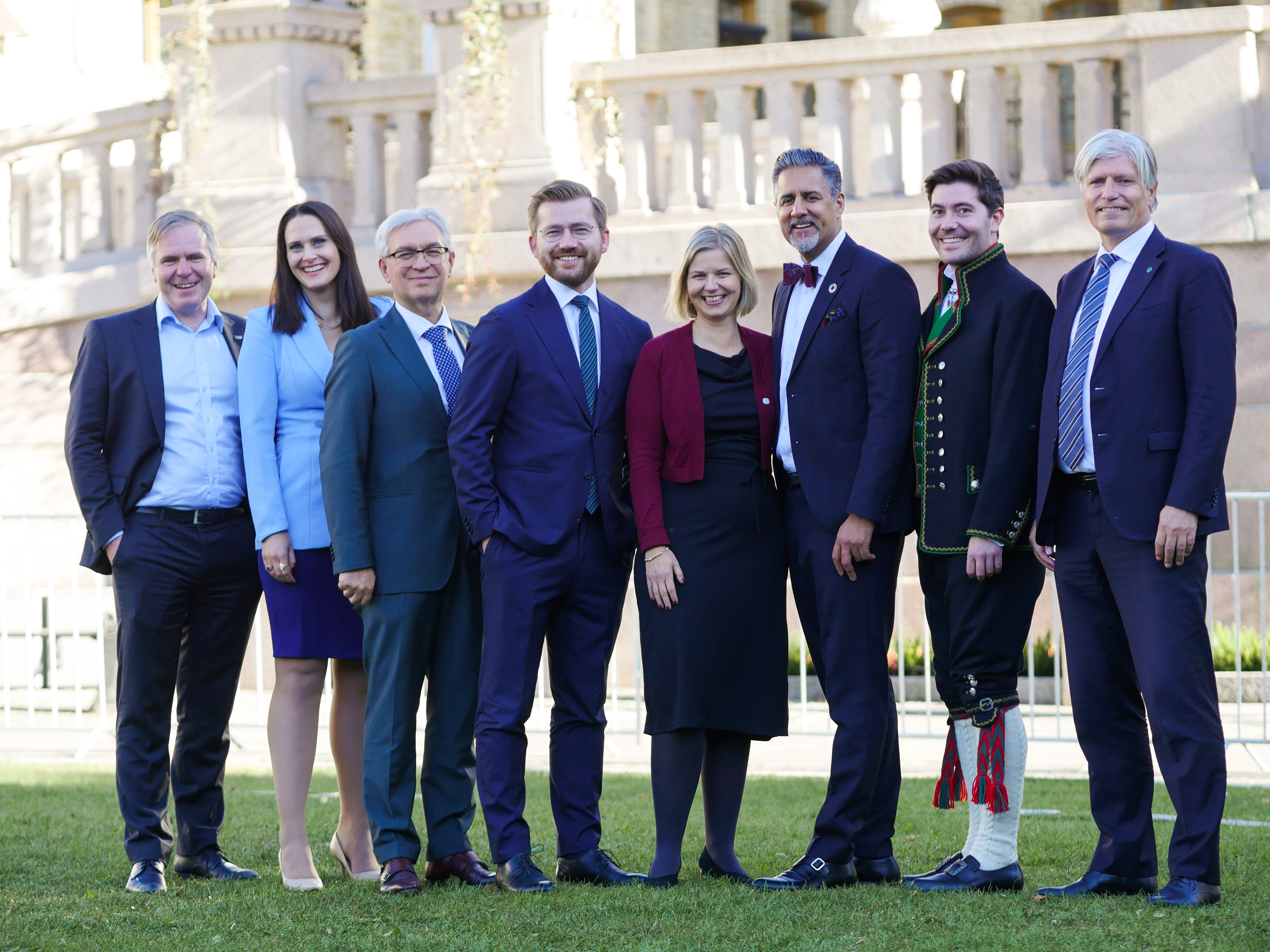
Venstre-Stortingsfraktion im Herbst 2022

| Wahljahr | Prozent | Sitze |
| -------- | ------- | ----- |
| 1945     | 13,8    | 20    |
| 1949     | 13,1    | 21    |
| 1953     | 10,0    | 15    |
| 1957     | 9,7     | 15    |
| 1961     | 8,8     | 14    |
| 1965     | 10,4    | 18    |
| 1969     | 9,4     | 13    |
| 1973     | 3,5     | 2     |
| 1977     | 3,2     | 2     |
| 1981     | 3,9     | 2     |
| 1985     | 3,1     | -     |
| 1989     | 3,2     | -     |
| 1993     | 3,6     | 1     |
| 1997     | 4,4     | 6     |
| 2001     | 3,9     | 2     |
| 2005     | 5,9     | 10    |
| 2009     | 3,9     | 2     |
| 2013     | 5,2     | 9     |
| 2017     | 4,4     | 8     |
| 2021     | 4,6     | 8     |

## Geschichte
Die Parteigründung von Venstre 1884 fällt mit der Einführung der parlamentarischen Demokratie in Norwegen zusammen. In der Frühphase der Partei spielte die Verbindung zwischen dem radikalen Bauernpolitiker Søren Jaabæk und dem gemäßigten Johan Sverdrup eine entscheidende Rolle. Die Liberalen gehörten zu den führenden Kräften im Kampf für ein allgemeines und gleiches Wahlrecht. Außenpolitisch strebte Venstre eine schnelle Auflösung der Union mit Schweden an.
Bereits 1888 spaltete sich die «Moderate Venstre» ab und bildete eine dritte Fraktion im Storting. Ihre Wurzeln hatte die Partei zum einen in der Abstinenzbewegung; zum anderen in der lutherischen Inneren Mission von Lars Oftedal. Als Oftedal sich 1891 mit der konservativen Høyre verbündete, kehrten viele Abgeordnete zur Venstre zurück. Die Moderaten traten für eine allmähliche Herauslösung Norwegens aus der Union mit Schweden ein. Als Høyre ihr Festhalten an der Union aufgab, verschmolz die «Moderate Venstre» mit ihr zur «Sammlungspartei», die 1905 zur «Freisinnigen Venstre» wurde. 1933 wurde der Name zu «Freisinnige Volkspartei» geändert und 1945 für die alte Bezeichnung Høyre aufgegeben.
1933 spaltete sich die Christliche Volkspartei von Venstre ab. 1972 spaltete sich die für einen EWG-Beitritt eintretende Liberale Volkspartei (Det liberale Folkeparti, DLF) ab. 1988 kam es zur Wiedervereinigung von DLF und Venstre.
In der Nachkriegszeit ist Venstre an sechs Regierungen beteiligt gewesen, von 2001 bis 2005 als kleinste Partei einer Mitte-rechts-Koalition mit Konservativen und Christlicher Volkspartei. Seit 2013 gehörte sie zunächst zur parlamentarischen Grundlage der Minderheitsregierung Solberg. Erst am 17. Januar 2018 traten drei Venstre-Minister ins Kabinett ein.

### Parteivorsitzende
- 1884: Johan Sverdrup
- 1884–1889: Ole Anton Qvam
- 1889–1893: Johannes Steen
- 1893–1894: Viggo Ullmann
- 1894–1896: Ole Anton Qvam
- 1898–1900: Viggo Ullmann
- 1900–1903: Lars Holst
- 1903–1909: Carl Berner
- 1909–1927: Gunnar Knudsen
- 1927–1940: Johan Ludwig Mowinckel
- 1945–1952: Jacob S. Worm-Müller
- 1952–1964: Bent Røiseland
- 1964–1970: Gunnar Garbo
- 1970–1972: Helge Seip
- 1972–1974: Helge Rognlien
- 1974–1976: Eva Kolstad
- 1976–1982: Hans Hammond Rossbach
- 1982–1986: Odd Einar Dørum
- 1986–1990: Arne Fjørtoft
- 1990–1992: Håvard Alstadheim
- 1992–1996: Odd Einar Dørum
- 1996–2010: Lars Sponheim
- 2010–2020: Trine Skei Grande
- Seit 2020: Guri Melby

### Ministerpräsidenten
Venstre stellte sechs norwegische Ministerpräsidenten, alle vor 1935.
- Johan Sverdrup, 1884–1889
- Johannes Steen, 1891–1893 und 1898–1902
- Otto Blehr, 1902–1903 und 1921–1923
- Jørgen Løvland, 1907–1908
- Gunnar Knudsen, 1908–1910 und 1913–1920
- Johan Ludwig Mowinckel, 1924–1926, 1928–1931 und 1933–1935

### Regierungsbeteiligungen
- Regierung Lyng, 1963
- Regierung Borten, 1965–1971
- Regierung Korvald, 1972–1973
- Regierung Bondevik I, 1997–2000
- Regierung Bondevik II, 2001–2005
- Regierung Solberg, 2018–2021